# Sebastián Lerdo de Tejada
Sebastián Lerdo de Tejada y Corral (Xalapa, Veracruz, 24 de abril de 1823 – Nueva York, Estados Unidos, 21 de abril de 1889) fue un jurista, legislador y político liberal mexicano que desempeñó un papel fundamental en la consolidación del Estado laico mexicano y asumió la presidencia de la República tras la muerte de Benito Juárez en 1872. 
Su administración, conocida como parte de la República Restaurada, culminó la secularización del Estado, impulsó la instrucción pública laica, promovió importantes obras de infraestructura —destacando la primera línea ferroviaria transcontinental entre Ciudad de México y Veracruz— y realizó significativas reformas al sistema político mexicano, incluyendo el restablecimiento del Senado de la República. Su mandato concluyó abruptamente cuando fue derrocado por el movimiento armado encabezado por Porfirio Díaz mediante el Plan de Tuxtepec en 1876, marcando el fin de la República Restaurada y el inicio del Porfiriato.

## Biografía

### Primeros años y formación
Sebastián Lerdo de Tejada nació en Xalapa, Veracruz, el 24 de abril de 1823, en el seno de una familia de clase media empobrecida. Su padre, Camilo Lerdo de Tejada, era originario de Santander, España, y se había establecido en México como comerciante, mientras que su madre, Petra Corral y Soto, pertenecía a una familia criolla local.[cita requerida] Quedó huérfano de padre a los seis años de edad, situación que marcó profundamente su infancia y adolescencia.
Tras la muerte de su padre, su madre se vio en dificultades económicas para mantener a la familia. El joven Sebastián demostró desde temprana edad una notable inteligencia y aptitud para los estudios, lo que le permitió acceder a una educación religiosa en el Seminario Palafoxiano de Puebla, una de las instituciones educativas más prestigiosas de la época colonial tardía. En este seminario estudió humanidades, filosofía y teología, recibiendo las órdenes menores eclesiásticas.
Sin embargo, hacia 1845, influenciado por las ideas liberales que comenzaban a permear en los círculos intelectuales mexicanos y sintiendo una vocación más hacia el derecho que hacia la vida religiosa, Lerdo abandonó la carrera eclesiástica. Esta decisión, considerada audaz para la época, reflejaba ya su carácter independiente y su inclinación hacia el pensamiento secular que caracterizaría toda su vida política.
Posteriormente se trasladó a la Ciudad de México para estudiar Jurisprudencia en el prestigioso Colegio de San Ildefonso, institución que había sido el centro de formación de la élite intelectual novohispana y que continuaba siendo una de las escuelas de derecho más importantes del país. Durante sus años de estudiante se distinguió como un alumno brillante, desarrollando un particular interés por el derecho constitucional y las ideas políticas liberales que estaban transformando el mundo occidental.

### Carrera académica y judicial
Tras concluir sus estudios de derecho, Lerdo se dedicó inicialmente a la docencia jurídica, convirtiéndose en una figura respetada en el ámbito académico mexicano. Entre 1849 y 1857 ejerció como catedrático en el Colegio de San Ildefonso, donde impartía clases de derecho civil, derecho canónico y derecho constitucional. Su metodología pedagógica, influenciada por las corrientes europeas más avanzadas, enfatizaba el análisis crítico y la aplicación práctica del derecho.
Su prestigio académico lo llevó a ser designado rector del Colegio de San Ildefonso entre 1852 y 1853, cargo que ejerció con notable eficiencia, implementando reformas curriculares que modernizaron la enseñanza jurídica. Durante este período, Lerdo se consolidó como uno de los juristas más respetados de su generación, estableciendo relaciones con figuras prominentes del liberalismo mexicano como Melchor Ocampo, Ignacio Ramírez y el propio Benito Juárez.
Paralelamente a su carrera académica, Lerdo incursionó en el ámbito judicial. Fue designado magistrado del Supremo Tribunal de Justicia, donde se distinguió por su rigor jurídico y su compromiso con la aplicación imparcial de la ley. Su experticia en derecho constitucional lo convirtió en una autoridad en la materia, y sus dictámenes jurídicos fueron frecuentemente consultados por otros juristas y políticos de la época.
En 1867, tras el triunfo de la República sobre el Segundo Imperio Mexicano, Lerdo fue elevado a la presidencia de la Suprema Corte de Justicia de la Nación, el más alto cargo judicial del país. Este nombramiento no solo reconocía su competencia jurídica, sino que también lo colocaba en la línea de sucesión presidencial de acuerdo con la Constitución de 1857, situación que resultaría crucial tras la muerte de Benito Juárez en 1872.

### Participación en la Guerra de Reforma
La Guerra de Reforma (1858-1861) marcó un punto de inflexión en la vida política de Lerdo de Tejada. Aunque inicialmente se había mantenido en el ámbito académico y judicial, el conflicto entre liberales y conservadores lo obligó a tomar una posición política definida. Lerdo se adhirió decididamente al bando liberal, influenciado tanto por sus convicciones ideológicas como por su amistad con líderes como Benito Juárez.
Durante el conflicto, Lerdo formó parte del círculo cercano de Juárez, quien reconoció en él no solo a un jurista competente, sino también a un político capaz y confiable. Su experiencia jurídica resultó invaluable para el gobierno liberal, que necesitaba establecer marcos legales sólidos para sus reformas. Lerdo participó activamente en la redacción de varios decretos y leyes que sustentaron las transformaciones liberales, particularmente aquellas relacionadas con la separación Iglesia-Estado.
Una de sus participaciones más significativas durante este período fue en las negociaciones diplomáticas. Lerdo estuvo involucrado en la fallida Convención Wyke-Zamacona, un intento de mediar el conflicto que, aunque no fructífero, demostró su capacidad para la negociación política y la diplomacia. Esta experiencia sería fundamental para su posterior desempeño como Secretario de Relaciones Exteriores.

### Guerra de Intervención Francesa y Segundo Imperio
Durante la Intervención francesa en México (1862-1867) y el establecimiento del Segundo Imperio Mexicano bajo Maximiliano de Habsburgo, Lerdo de Tejada se convirtió en una de las figuras más importantes del gobierno republicano itinerante de Benito Juárez. Su lealtad inquebrantable al régimen constitucional y su competencia administrativa lo convirtieron en un colaborador indispensable durante los años más difíciles de la República.
Lerdo integró el gabinete itinerante de Juárez desempeñando múltiples funciones ministeriales. Sirvió como Ministro de Gobernación, Ministro de Justicia e Instrucción Pública y Secretario de Relaciones Exteriores, a menudo ejerciendo varios cargos simultáneamente debido a las circunstancias extraordinarias del gobierno en el exilio. Su versatilidad administrativa y su capacidad para mantener la continuidad gubernamental en condiciones extremadamente adversas fueron fundamentales para la supervivencia del régimen republicano.
Una de las contribuciones más controvertidas de Lerdo durante este período fue su autoría del decreto que prorrogó indefinidamente el mandato presidencial de Juárez durante la guerra. Aunque esta medida fue criticada por algunos sectores liberales como una violación del principio de no reelección, Lerdo la justificó como una necesidad constitucional excepcional, argumentando que las circunstancias extraordinarias del conflicto hacían imposible la celebración de elecciones regulares. Esta decisión, que reflejaba su pragmatismo político, sería recordada años más tarde cuando él mismo enfrentaría cuestionamientos sobre su propia reelección.

## Presidencia de la República (1872-1876)

### Acceso al poder
La muerte de Benito Juárez el 18 de julio de 1872 colocó a México en una situación constitucional delicada. Como presidente de la Suprema Corte de Justicia de la Nación, Sebastián Lerdo de Tejada era el sucesor constitucional directo según la Constitución de 1857. El 19 de julio de 1872, Lerdo asumió interinamente la presidencia de la República, iniciando un período de transición que definiría el rumbo del país durante los siguientes cuatro años.
La sucesión no estuvo exenta de tensiones políticas. Diversos sectores del partido liberal cuestionaron la legitimidad de la sucesión automática, preferiendo la convocatoria inmediata a elecciones. Sin embargo, Lerdo logró consolidar su posición mediante una hábil combinación de legalidad constitucional y negociación política. Convocó a elecciones presidenciales para octubre de 1872, en las cuales resultó electo con una mayoría significativa, derrotando a candidatos como Porfirio Díaz y Jesús González Ortega.
El 1 de diciembre de 1872, Lerdo tomó posesión como presidente constitucional, iniciando formalmente su mandato. Su discurso inaugural enfatizó la continuidad con las políticas juaristas, pero también anunció su intención de profundizar las reformas liberales y modernizar la infraestructura nacional. Este discurso estableció las líneas generales de lo que sería su programa gubernamental: consolidación del Estado laico, promoción de la educación pública, desarrollo de la infraestructura y fortalecimiento de las instituciones republicanas.

### Política interna

#### Consolidación del laicismo y reformas religiosas
Una de las características más distintivas de la presidencia de Lerdo de Tejada fue su decidido impulso a la secularización del Estado mexicano, llevando las reformas liberales iniciadas por Juárez a su máxima expresión. Su política religiosa se basó en una interpretación estricta del principio de separación entre la Iglesia y el Estado, que consideraba fundamental para la modernización del país.
La medida más trascendental en este ámbito fue la promulgación de la Ley del 25 de septiembre de 1873, mediante la cual las Leyes de Reforma fueron elevadas a rango constitucional. Esta incorporación definitiva de las leyes reformistas a la Carta Magna mexicana representó la culminación del proceso de secularización iniciado durante la Guerra de Reforma. La ley establecía de manera irrevocable la nacionalización de los bienes eclesiásticos, la libertad de cultos, el matrimonio civil como único válido ante la ley, y la prohibición a las corporaciones religiosas de adquirir propiedades.
En 1873, Lerdo ordenó la expulsión de los jesuitas del territorio nacional, argumentando que su presencia constituía una amenaza a la soberanía nacional y a los principios republicanos. Esta medida, aunque controvertida, fue justificada por el gobierno como necesaria para evitar la influencia de congregaciones extranjeras en los asuntos internos del país. Posteriormente, en 1874-1875, extendió la expulsión a las Hermanas de la Caridad, una congregación francesa dedicada a obras benéficas, generando críticas incluso entre algunos sectores liberales que consideraban excesiva esta medida.
La reforma educativa constituyó otro pilar fundamental de la política laica de Lerdo. En 1874 promulgó la Ley de Instrucción Pública, que prohibía terminantemente la enseñanza religiosa en todas las escuelas oficiales y establecía la educación primaria gratuita, laica y obligatoria. Esta ley representaba una revolución pedagógica, ya que por primera vez en la historia mexicana se establecía un sistema educativo completamente secular. La ley también creó la Escuela Nacional Preparatoria como institución modelo para la educación secundaria, basada en los principios del positivismo científico.
Adicionalmente, Lerdo implementó la secularización del Registro Civil, transfiriendo completamente del clero al Estado el registro de nacimientos, matrimonios y defunciones. Estableció también la celebración civil de todas las festividades nacionales, eliminando el carácter religioso de las celebraciones oficiales y creando un calendario cívico basado en efemérides patrióticas.

#### Modernización de la infraestructura y obras públicas
La presidencia de Lerdo de Tejada coincidió con el inicio de la era ferroviaria en México, y su administración jugó un papel fundamental en el desarrollo de la primera red de comunicaciones modernas del país. La obra más emblemática de su gobierno fue la conclusión y puesta en funcionamiento del Ferrocarril Mexicano, cuya construcción había comenzado durante el gobierno de Juárez.
El Ferrocarril Mexicano fue inaugurado solemnemente el 1 de enero de 1873, conectando por primera vez en la historia mexicana las ciudades de México y Veracruz mediante una línea ferroviaria. Esta obra representó una revolución en las comunicaciones nacionales, reduciendo el tiempo de viaje entre la capital y el principal puerto del Golfo de México de varios días a menos de 12 horas. El impacto económico fue inmediato: el intercambio comercial entre el interior y la costa se multiplicó, los costos de transporte disminuyeron dramáticamente, y se sentaron las bases para la integración del mercado nacional.
A pesar de su inicial desconfianza hacia el expansionismo estadounidense y su preferencia por mantener un desarrollo nacional autónomo, Lerdo reconoció la necesidad de ampliar la red ferroviaria nacional. En 1875 autorizó la concesión para la construcción de la línea México-Paso del Norte (actual Ciudad Juárez) al empresario estadounidense Edward Lee Plumb. Esta decisión, aunque controvertida entre los sectores más nacionalistas, respondía a la necesidad práctica de conectar la capital con la frontera norte y facilitar el comercio con los Estados Unidos.
Paralelamente al desarrollo ferroviario, la administración de Lerdo promovió la expansión de la red telegráfica nacional. Se establecieron líneas telegráficas que conectaron las principales ciudades del país, revolucionando las comunicaciones gubernamentales y comerciales. Por primera vez, el gobierno central podía comunicarse instantáneamente con las autoridades estatales y municipales, fortaleciendo la unidad nacional y la eficiencia administrativa.
Otras obras importantes incluyeron la modernización del sistema portuario, particularmente en Veracruz y Tampico, la construcción de carreteras que complementaran el sistema ferroviario, y la instalación de sistemas de alumbrado público en las principales ciudades. Lerdo también promovió la realización del primer censo nacional moderno, proyecto que, aunque no se completó durante su mandato, sentó las bases para el conocimiento demográfico sistemático del país.
En el ámbito de la Hacienda Pública, Lerdo mejoró significativamente el sistema de recaudación fiscal y reorganizó el resguardo aduanero. Adquirió varios buques de vigilancia para combatir el contrabando en las costas mexicanas, medida que incrementó sustancialmente los ingresos fiscales y fortaleció la presencia del Estado en el territorio nacional.

#### Reforma política y fortalecimiento institucional
Una de las reformas más significativas y duraderas del gobierno de Lerdo fue el restablecimiento del Senado de la República, suprimido por la Constitución de 1857 en favor de un sistema unicameral. Mediante la reforma constitucional del 13 de noviembre de 1874, Lerdo logró restaurar la Cámara Alta del Congreso de la Unión, argumentando que era necesaria para fortalecer el equilibrio entre los poderes federales y mejorar el proceso legislativo.
La restitución del Senado respondía a la experiencia política acumulada durante los primeros años de vigencia de la Constitución de 1857. Lerdo y sus asesores consideraban que un sistema bicameral proporcionaría mayor estabilidad al proceso legislativo, permitiría una revisión más cuidadosa de las leyes, y crearía un contrapeso adicional al poder ejecutivo. El nuevo Senado se compondría de dos senadores por cada estado y por el Distrito Federal, electos por períodos de cuatro años.
Lerdo también implementó importantes reformas en la organización de la Guardia Nacional, institución que había jugado un papel crucial durante las guerras de Reforma e Intervención. La consolidó como una fuerza paramilitar disciplinada, estableció un sistema regular de entrenamiento y equipamiento, y la convirtió en un instrumento eficaz para mantener el orden público y defender la soberanía nacional. Esta reorganización sería fundamental para enfrentar las amenazas a la estabilidad gubernamental que se presentarían durante los últimos años de su mandato.
En el ámbito de la administración pública, Lerdo modernizó la Hacienda Pública mediante la implementación de sistemas contables más rigurosos, la profesionalización del servicio civil, y la creación de mecanismos más eficientes de recaudación fiscal. Estableció también un sistema más ordenado para la administración de la justicia federal, fortaleciendo la autoridad de los tribunales federales y mejorando la coordinación entre el sistema judicial federal y los sistemas estatales.
Adicionalmente, reorganizó el sistema electoral federal, estableciendo procedimientos más claros para la organización de comicios, la instalación de casillas, y el cómputo de votos. Aunque estas reformas no lograron eliminar completamente las irregularidades electorales comunes en la época, sí contribuyeron a dar mayor legitimidad y transparencia a los procesos democráticos.

### Política exterior
La política exterior del gobierno de Lerdo de Tejada se caracterizó por una cuidadosa combinación de pragmatismo diplomático y defensa de la soberanía nacional. Su canciller, Matías Romero, fue una figura clave en la implementación de una estrategia internacional que buscaba equilibrar las relaciones con las grandes potencias mientras protegía los intereses nacionales mexicanos.
El principio rector de la diplomacia lerdista fue la doctrina de no intervención, heredada del gobierno juarista pero aplicada con mayor sistematicidad. Esta doctrina establecía que México no interferiría en los asuntos internos de otras naciones y, recíprocamente, no toleraría ninguna forma de intervención extranjera en sus asuntos domésticos. Este principio se convertiría en un elemento permanente de la política exterior mexicana y sería fundamental para las relaciones internacionales del país en las décadas siguientes.
Una de las prioridades más importantes de la administración fue la reestructuración de la deuda externa con las potencias europeas. Las guerras de Reforma e Intervención habían dejado a México con una pesada carga financiera internacional, y Lerdo comprendió que era necesario regularizar estas obligaciones para normalizar las relaciones diplomáticas y comerciales con Europa. Romero negoció exitosamente varios acuerdos que permitieron escalonar los pagos y reducir los intereses, aliviando significativamente la presión financiera sobre el erario público.
En el ámbito regional, Lerdo estableció relaciones diplomáticas formales con Guatemala, país con el cual México había mantenido tensiones fronterizas desde la independencia. En 1875 se firmó un importante Tratado de Límites que definió definitivamente la frontera sur de México, resolviendo disputas territoriales que habían persistido durante décadas. Este acuerdo no solo consolidó la integridad territorial mexicana, sino que también abrió oportunidades para el desarrollo del comercio y la cooperación entre ambos países.
La política hacia Estados Unidos fue particularmente compleja y matizada. Aunque Lerdo mantenía una natural desconfianza hacia las ambiciones expansionistas estadounidenses, reconocía la importancia de mantener relaciones cordiales con el poderoso vecino del norte. Negoció varios acuerdos comerciales que beneficiaron el intercambio bilateral, pero siempre mantuvo una posición firme en la defensa de la soberanía mexicana. Su famosa frase "Entre la debilidad y la fuerza, el desierto" reflejaba su política de mantener cierta distancia prudencial de Estados Unidos.
En relación con los conflictos del Caribe, particularmente la Guerra de los Diez Años en Cuba, Lerdo adoptó una política de estricta neutralidad. Aunque existían simpatías naturales hacia los independentistas cubanos, el gobierno mexicano se abstuvo de proporcionar apoyo material o diplomático a los rebeldes, evitando así complicaciones con España. Esta posición neutral le permitió mantener buenas relaciones tanto con la metrópoli española como con otros países latinoamericanos que apoyaban la independencia cubana.

### Crisis política y tentativa de reelección
Hacia 1875, el clima político mexicano comenzó a enrarecerse debido a la aproximación del final del mandato presidencial de Lerdo y las especulaciones sobre su posible reelección. El tema de la reelección había sido uno de los puntos más controvertidos de la política mexicana desde la independencia, y las decisiones que Lerdo tomó al respecto definirían tanto el final de su gobierno como el futuro político del país.
En septiembre de 1875, Lerdo anunció públicamente su candidatura para un nuevo período presidencial, decisión que generó inmediata controversia en diversos sectores políticos. Su justificación legal se basaba en una interpretación constitucional según la cual su período interino (julio-diciembre de 1872) no debía contarse como un mandato presidencial completo, por lo que técnicamente no estaría violando el principio de no reelección establecido en la Constitución de 1857.
Esta interpretación jurídica, aunque técnicamente defendible, fue percibida por muchos como una violación del espíritu antireleccionista que había caracterizado al liberalismo mexicano desde la caída de Antonio López de Santa Anna. La decisión de buscar la reelección contradecía además las propias convicciones que Lerdo había expresado anteriormente sobre la importancia de la alternancia en el poder como garantía democrática.
La oposición a la reelección de Lerdo se organizó rápidamente en torno a dos figuras principales: José María Iglesias, presidente de la Suprema Corte de Justicia, quien argumentaba tener derecho constitucional a asumir la presidencia, y el general Porfirio Díaz, quien se presentaba como el defensor del principio de no reelección. La rivalidad entre estos tres líderes liberales fragmentó profundamente al partido gobernante y creó las condiciones para una crisis política de grandes proporciones.
La campaña electoral de 1875-1876 se desarrolló en un ambiente de creciente tensión y polarización. Lerdo contaba con el apoyo del aparato gubernamental y de importantes sectores del partido liberal, pero enfrentaba una oposición cada vez más organizada y decidida. Los opositores denunciaban no solo la reelección, sino también lo que consideraban una tendencia autoritaria del gobierno y una excesiva centralización del poder.

## Derrocamiento y Plan de Tuxtepec
La crisis política alcanzó su punto crítico cuando el general Porfirio Díaz, derrotado en las elecciones presidenciales, decidió recurrir a las armas para impedir la reelección de Lerdo. El 10 de enero de 1876, Díaz proclamó el Plan de Tuxtepec, un documento revolucionario que denunciaba la reelección como inconstitucional y convocaba a la rebelión armada contra el gobierno.
El Plan de Tuxtepec se convirtió rápidamente en el estandarte de diversos sectores descontentos con el gobierno de Lerdo. El documento acusaba al presidente de haber violado la Constitución al buscar la reelección, de haber centralizado excesivamente el poder, y de haber traicionado los principios del liberalismo mexicano. El plan proclamaba como objetivo la restauración del orden constitucional y el respeto al principio de no reelección.
La rebelión porfirista encontró eco en diversas regiones del país, particularmente en aquellas donde existían caciques locales descontentos con las políticas centralizadoras del gobierno federal. Gradualmente, el movimiento armado fue ganando fuerza y territorio, mientras que las fuerzas leales a Lerdo se veían superadas por la extensión geográfica del conflicto y la creciente deserción de elementos militares.
El momento decisivo llegó con la Batalla de Tecoac, librada el 16 de noviembre de 1876 en el estado de Tlaxcala. En este enfrentamiento, las fuerzas gubernamentales comandadas por el general Ignacio R. Alatorre fueron completamente derrotadas por las tropas porfiristas dirigidas por el propio Díaz y el general Manuel González Flores. La derrota fue tan contundente que prácticamente selló el destino del gobierno lerdista.
Tras la derrota de Tecoac, la posición de Lerdo se volvió insostenible. Las principales guarniciones militares del país comenzaron a pronunciarse a favor del Plan de Tuxtepec, y el control gubernamental se limitaba ya únicamente a la capital de la República. Consciente de que la resistencia prolongada solo conduciría a una guerra civil devastadora, Lerdo tomó la difícil decisión de renunciar a la presidencia.
El 20 de noviembre de 1876, Sebastián Lerdo de Tejada presentó formalmente su renuncia ante el Congreso de la Unión, argumentando que lo hacía "para evitar mayores desgracias a la Nación". Su renuncia marcó el fin de la República Restaurada y abrió el camino para el ascenso al poder de Porfirio Díaz, quien asumiría la presidencia e iniciaría el período histórico conocido como el Porfiriato.

## Exilio y últimos años

### Partida al exilio
Tras presentar su renuncia, Lerdo permaneció brevemente en la Ciudad de México organizando su partida del país. El 25 de enero de 1877, acompañado de un reducido grupo de colaboradores leales, abandonó territorio mexicano dirigiéndose hacia los Estados Unidos. Su salida marcó el inicio de un exilio que se prolongará hasta su muerte, doce años después.
La decisión de exiliarse en Estados Unidos, a pesar de sus reservas históricas hacia ese país, respondía tanto a consideraciones prácticas como a la proximidad geográfica que le permitiría mantenerse informado de la evolución política mexicana. Lerdo consideraba que su exilio sería temporal y que posteriormente podría regresar a México cuando las condiciones políticas lo permitieran.

### Vida en Nueva York
Lerdo estableció inicialmente su residencia en Nueva York, donde vivió en condiciones económicas modestas pero dignas. A diferencia de otros exiliados políticos mexicanos que habían logrado acumular fortunas durante sus gobiernos, Lerdo había mantenido una probidad personal que le impedía disponer de recursos abundantes. Sobrevivía principalmente gracias a sus ahorros personales y a algunas colaboraciones periodísticas.
Durante sus primeros años en Nueva York, Lerdo mantuvo una activa correspondencia con correligionarios liberales que permanecían en México, siguiendo atentamente la evolución del régimen porfirista. Albergaba la esperanza de que la dictadura de Díaz sería transitoria y que posteriormente se restablecerá el orden constitucional, permitiendo su regreso al país.
En este período, Lerdo se dedicó intensamente a la escritura, produciendo varios estudios sobre derecho constitucional mexicano y análisis políticos sobre la situación del país. Estos trabajos, muchos de los cuales permanecieron inéditos durante su vida, constituyen valiosos testimonios de su pensamiento político maduro y de su visión sobre los problemas nacionales.

### Estancia en La Habana
Hacia 1880, las condiciones climáticas de Nueva York comenzaron a afectar la salud de Lerdo, quien padecía problemas respiratorios crónicos. Siguiendo consejo médico, se trasladó a La Habana, Cuba, donde el clima tropical le proporcionaba mayor alivio a sus dolencias. La capital cubana se convirtió en su residencia principal durante varios años.
En La Habana, Lerdo encontró una nutrida comunidad de exiliados políticos latinoamericanos, con quienes compartía experiencias y reflexiones sobre el devenir político continental. Esta convivencia le permitió mantener una perspectiva amplia sobre los problemas de América Latina y desarrollar una visión más madura sobre las dificultades del constitucionalismo en la región.
Durante su estancia cubana, Lerdo escribió algunas de sus obras más importantes, incluyendo una serie de ensayos sobre la evolución del liberalismo mexicano y un extenso análisis crítico de la Constitución de 1857. Estos trabajos demuestran una notable evolución en su pensamiento político, caracterizada por una mayor moderación y un reconocimiento de las complejidades inherentes a la construcción democrática en México.

### Rechazo a las invitaciones de regreso
A lo largo de su exilio, Lerdo recibió múltiples invitaciones, tanto formales como informales, para regresar a México. Diversos sectores políticos, incluyendo algunos cercanos al régimen porfirista, consideraban que su experiencia y prestigio podrían contribuir a la estabilidad nacional. Sin embargo, Lerdo se mantuvo inflexible en su negativa a regresar mientras Porfirio Díaz permaneciera en el poder.
Esta posición reflejaba tanto su dignidad personal como sus convicciones políticas profundas. Lerdo consideraba que aceptar algún cargo o reconocimiento del gobierno porfirista equivaldría a legitimar lo que él seguía considerando un régimen surgido de la violación constitucional. Su rechazo a toda componenda política lo convirtió en un símbolo de integridad democrática para muchos mexicanos.
Particularmente notable fue su rechazo a la invitación formulada en 1884 para participar en la elaboración de un nuevo código civil mexicano. Aunque la invitación reconocía su expertise jurídica y hubiera significado su regreso honorable al país, Lerdo la declinó cortésmente, explicando que no podría contribuir al ordenamiento jurídico de un país gobernado por quien consideraba un usurpador del poder.

### Muerte y funerales
La salud de Lerdo comenzó a deteriorarse significativamente a partir de 1888, cuando los problemas respiratorios que lo aquejaban desde años atrás se agravaron considerablemente. A pesar de las dificultades económicas, logró recibir atención médica adecuada gracias a la solidaridad de la comunidad mexicana en el exilio y de algunos amigos estadounidenses.
El 21 de abril de 1889, dos días antes de cumplir 66 años, Sebastián Lerdo de Tejada falleció en su modesta residencia de Nueva York a consecuencia de una bronquitis aguda complicada con problemas cardíacos. Su muerte pasó relativamente inadvertida en la prensa estadounidense, pero tuvo una notable repercusión en México, donde incluso sectores afines al gobierno porfirista reconocieron su estatura histórica.
Los funerales se realizaron en Nueva York con una asistencia nutrida de exiliados mexicanos y latinoamericanos, así como de algunos intelectuales y políticos estadounidenses que habían conocido a Lerdo durante su exilio. La ceremonia, de carácter estrictamente civil de acuerdo con las convicciones laicas del difunto, constituyó un homenaje tanto al hombre como al estadista.

### Repatriación de restos
La muerte de Lerdo en el exilio generó un movimiento de opinión en México favorable a la repatriación de sus restos mortales. Sin embargo, las tensiones políticas persistentes y la reticencia del gobierno porfirista postergaron esta gestión durante varios años. No fue sino hasta 1896, cuando el régimen de Díaz se había consolidado completamente y buscaba legitimarse mediante la recuperación de figuras históricas del liberalismo, que se autorizó oficialmente la repatriación.
Los restos de Sebastián Lerdo de Tejada fueron trasladados solemnemente a México en 1896, en una ceremonia que constituyó una forma tardía de reconocimiento nacional. El gobierno porfirista, en un gesto de reconciliación histórica, dispuso que sus restos fueran depositados en la Rotonda de las Personas Ilustres del Panteón de Dolores, honor reservado a los mexicanos más distinguidos.
La ceremonia de inhumación definitiva fue notable por su carácter tanto oficial como popular. Asistieron representantes de todos los poderes del Estado, pero también una multitud de ciudadanos comunes que veían en Lerdo a uno de los últimos representantes del liberalismo puro del siglo XIX. Los discursos pronunciados durante la ceremonia reconocieron tanto sus aportes a la construcción nacional como su dignidad personal en el exilio.[cita requerida]

## Valoración historiográfica
La figura de Sebastián Lerdo de Tejada ha sido objeto de una valoración historiográfica compleja y evolutiva. Durante las primeras décadas del Porfiriato, la historiografía oficial tendió a minimizar su importancia, presentándolo como un político doctrinario que había fracasado en adaptar sus ideales a las realidades nacionales. Esta interpretación, obviamente influenciada por la necesidad del régimen porfirista de justificar su llegada al poder, prevaleció durante mucho tiempo en los textos escolares y en la historia oficial.
La Revolución Mexicana y sus consecuentes revaloraciones históricas permitieron una visión más equilibrada de la figura de Lerdo. Historiadores como Daniel Cosío Villegas comenzaron a destacar su papel como continuador y culminador del proyecto liberal juarista, así como sus aportes fundamentales a la secularización del Estado mexicano. Esta nueva perspectiva reconocía en Lerdo no solo a un político competente, sino a uno de los principales arquitectos del México moderno.
La historiografía contemporánea ha profundizado en el análisis de las contradicciones inherentes a la figura de Lerdo, particularmente en relación con su tentativa de reelección. Algunos historiadores, como Enrique Krauze, destacan sus esfuerzos institucionales y su contribución a la modernización del país, mientras que otros, como Friedrich Katz, enfatizan los límites de su proyecto político y su incapacidad para generar consensos duraderos. Esta diversidad interpretativa refleja la complejidad de su legado histórico.
En las últimas décadas, la historiografía mexicana ha tendido a valorar más positivamente la contribución de Lerdo al desarrollo institucional del país. Se reconoce particularmente su papel en la consolidación del Estado laico, su impulso a la educación pública, y su contribución al desarrollo de la infraestructura nacional. Su figura aparece ahora como la de un reformador consecuente que llevó a sus últimas consecuencias los principios del liberalismo decimonónico.